# Lijst van gemeentelijke monumenten in Amsterdam-West
Lijst met gemeentelijke monumenten in stadsdeel West.

## Spaarndammerbuurt
Gemeentelijke monumenten in de Spaarndammerbuurt.
| Object                                                                           | Bouwjaar  | Architect                          | Locatie | Coördinaten                   | Nr.         | Afbeelding                                                                       |
| -------------------------------------------------------------------------------- | --------- | ---------------------------------- | --- | ----------------------------- | ----------- | -------------------------------------------------------------------------------- |
| Woningen gebouwd voor woningbouwvereniging Eigen Haard                           | 1925      | Rutgers, G.J.                      | Hembrugstraat 68-246                                                                                             | 52° 23' 29" NB, 4° 52' 28" OL | 0363/200028 | Woningen gebouwd voor woningbouwvereniging Eigen Haard                           |
| Etagewoningen in rationalisme-stijl                                              | 1914      | Lesmeister, J.H.                   | Nova Zemblastraat 546-598, Spaarndammerstraat 792-872, Tasmanstraat 437-451                                      | 52° 23' 27" NB, 4° 52' 44" OL | 0363/223023 | Etagewoningen in rationalisme-stijl                                              |
| Koelit. Pakhuizen                                                                | 1899      | Straaten, J.A. van                 | Van Diemenstraat 410-412                                                                                         | 52° 23' 26" NB, 4° 53' 12" OL | 0363/223017 | Koelit. Pakhuizen                                                                |
| Etagewoningen in rationalisme-stijl                                              | 1915-1916 | Walenkamp, H.J.M.                  | Aert van Nesstraat 1-55, Bontekoestraat 1-56, Le Mairestraat 1-56, Nova Zemblastraat 14-508, Tasmanstraat 17-435 | 52° 23' 28" NB, 4° 52' 48" OL | 0363/223020 | Etagewoningen in rationalisme-stijl                                              |
| Etagewoningen en school in Rationalisme, invloed Amsterdamse School-stijl        | 1921-1922 | Tjeerd Kuipers en Arnold Ingwersen | Houtrijkstraat 301-379, Polanenstraat 150-180, Polanenstraat 184-220                                             | 52° 23' 28" NB, 4° 52' 37" OL | 0363/223019 | Etagewoningen en school in Rationalisme, invloed Amsterdamse School-stijl        |
| Kapel van Sint-Barbara in rustieke stijl (vakwerk)                               | 1895      | Bleys, A.C.                        | Spaarndammerdijk 312                                                                                             | 52° 23' 29" NB, 4° 51' 49" OL | 0363/223025 | Kapel van Sint-Barbara in rustieke stijl (vakwerk)                               |
| Dienstwoningen begraafplaats Sint-Barbara in ambachtelijk traditionele bouwtrant | XIXB (?)  |                                    | Spaarndammerdijk 313-315                                                                                         | 52° 23' 28" NB, 4° 51' 45" OL | 0363/223026 | Dienstwoningen begraafplaats Sint-Barbara in ambachtelijk traditionele bouwtrant |
| Buurtboerderij Ons Genoegen                                                      | 1880      |                                    | Spaarndammerdijk 319                                                                                             | 52° 23' 27" NB, 4° 51' 38" OL | 0363/200518 | Buurtboerderij Ons Genoegen                                                      |

## Staatsliedenbuurt
Gemeentelijke monumenten in de Staatsliedenbuurt.
| Object                                                                | Bouwjaar        | Architect                                 | Locatie                                             | Coördinaten                   | Nr.         | Afbeelding        |
| --------------------------------------------------------------------- | --------------- | ----------------------------------------- | --------------------------------------------------- | ----------------------------- | ----------- | ----------------- |
| Nassaukerk, protestantse kerk                                         | 1926            | Krijgsman, H.G.                           | De Wittenkade 111                                   | 52° 22' 57" NB, 4° 52' 38" OL | 0363/223028 | Meer afbeeldingen |
| Etagewoningen in eclectisch-renaissancistisch-stijl                   | Circa 1885-1890 | Salm, A. en G.B. Salm                     | De Wittenkade 31-35                                 | 52° 23' 4" NB, 4° 52' 47" OL  | 0363/223003 | Upload foto       |
| Aula / Dienstgebouw Begraafplaats Vredenhof in Engelse landhuisstijl  | 1897            | Salm, A.                                  | Haarlemmerweg 367                                   | 52° 23' 4" NB, 4° 51' 43" OL  | 0363/200889 | Meer afbeeldingen |
| Herenhuis                                                             | 1881            | Johannes Engelfriet                       | Nassaukade 17, Amsterdam rechter gebouw van de foto | 52° 23' 1" NB, 4° 52' 50" OL  | 0363/223004 | Meer afbeeldingen |
| Herenhuis                                                             | 1881            | Johannes Engelfriet                       | Nassaukade 18, Amsterdam linker gebouw van de foto  | 52° 23' 1" NB, 4° 52' 50" OL  | 0363/200603 | Meer afbeeldingen |
| Willemsbrug, brug 151, over Singelgracht, in Amsterdamse School-stijl | 1928            | Dienst der Publieke Werken (Kramer, P.L.) | Nassauplein                                         | 52° 23' 6" NB, 4° 52' 56" OL  | 0363/200853 | Meer afbeeldingen |

## Frederik Hendrikbuurt
Gemeentelijke monumenten in de Frederik Hendrikbuurt.
| Object                                   | Bouwjaar  | Architect             | Locatie | Coördinaten                   | Nr.         | Afbeelding                               |
| ---------------------------------------- | --------- | --------------------- | --- | ----------------------------- | ----------- | ---------------------------------------- |
| Voormalig schoolgebouw                   | 1923      | Lammers en Groeneveld | Amaliastraat 5 | 52° 22' 46" NB, 4° 52' 28" OL | 0363/223030 | Meer afbeeldingen                        |
| Weduwenstichting. Hofje                  | 1882      | Willem Langhout       | Eerste Hugo de Grootstraat 13                                                                                        | 52° 22' 33" NB, 4° 52' 29" OL | 0363/223011 | Meer afbeeldingen                        |
| Schoolkinderbad in chaletstijl           | 1901      | Leguyt, H.            | Frederik Hendrikstraat 105                                                                                           | 52° 22' 30" NB, 4° 52' 24" OL | 0363/223005 | Schoolkinderbad in chaletstijl           |
| Etagewoningen in traditionalisme-stijl   | 1909      |                       | Frederik Hendrikstraat 2-6, Frederik Hendrikplantsoen 104-108                                                        | 52° 22' 42" NB, 4° 52' 29" OL | 0363/223002 | Etagewoningen in traditionalisme-stijl   |
| Etagewoningen in eclecticisme-stijl      | 1880-1881 | Hellingman, C.        | Nassaukade 112-115                                                                                                   | 52° 22' 29" NB, 4° 52' 30" OL | 0363/200604 | Etagewoningen in eclecticisme-stijl      |
| Etagewoningen in eclecticisme-stijl      | 1881      | Leguyt, H.            | Nassaukade 116-119                                                                                                   | 52° 22' 28" NB, 4° 52' 30" OL | 0363/223009 | Etagewoningen in eclecticisme-stijl      |
|                                          |           |                       | Nassaukade 123 | 52° 22' 26" NB, 4° 52' 29" OL | 0363/223015 |                                          |
| Woonblok Maatschappij voor Volkswoningen | 1894-1903 | Jan van Looy          | Derde Hugo de Grootstraat 27-33, Van Reigersbergenstraat 39-91, Van Houweningenstraat 40-86, Hugo de Grootkade 76-86 | 52° 22' 26" NB, 4° 52' 16" OL | 0363/200759 | Woonblok Maatschappij voor Volkswoningen |
| Protestantsch Weduwen- en Weezenfonds    | 1881      | Egbert Roels Kuipers  | Tweede Hugo de Grootstraat 2-18                                                                                      | 52° 22' 28" NB, 4° 52' 29" OL | 0363/223038 | Protestantsch Weduwen- en Weezenfonds    |

## Kinkerbuurt
Gemeentelijke monumenten in de Kinkerbuurt (inclusief Da Costabuurt en Van Lennepbuurt).
| Object                                                                               | Bouwjaar    | Architect                                 | Locatie | Coördinaten                   | Nr.         | Afbeelding                   |
| ------------------------------------------------------------------------------------ | ----------- | ----------------------------------------- | --- | ----------------------------- | ----------- | ---------------------------- |
| Lijkenhuisje                                                                         | 1845        | J.D. Zocher jr                            | Bilderdijkpark 1a | 52° 22' 20" NB, 4° 52' 13" OL | 0363/200554 | Meer afbeeldingen            |
| Brug 167, Rijckerbrug, over Singelgracht                                             | 1892 / 1927 | Dienst der Publieke Werken (Kramer, P.L.) | De Clercqstraat | 52° 22' 19" NB, 4° 52' 28" OL | 0363/200854 | Meer afbeeldingen            |
| School in rationalisme-stijl                                                         | 1914        | Dienst der Publieke Werken                | Elisabeth Wolffstraat 2, Tweede Kostverlorenkade 5                                                                                 | 52° 22' 15" NB, 4° 51' 60" OL | 0363/224052 | Meer afbeeldingen            |
| Woonhuizen in Amsterdamse School-stijl                                               | 1919        | Croix, G.F. la                            | Bellamystraat 117-123, Van Effenstraat 1-5                                                                                         | 52° 21' 58" NB, 4° 51' 47" OL | 0363/224006 | Upload foto                  |
| Buitenhuis                                                                           | XVIIIb      |                                           | Bellamystraat 80 | 52° 22' 0" NB, 4° 51' 50" OL  | 0363/200466 | Upload foto                  |
|                                                                                      |             |                                           | Bellamystraat 89-93 | 52° 21' 59" NB, 4° 51' 50" OL | 0363/224035 | Upload foto                  |
| Depot                                                                                | 1900        | Langhout, W. en P.H. van Niftrik          | Bilderdijkstraat 87-97, Da Costakade 106-110                                                                                       | 52° 22' 10" NB, 4° 52' 16" OL | 0363/224008 | Depot                        |
|                                                                                      |             |                                           | Allard Piersonstraat 15-19, Da Costakade 83-91A                                                                                    | 52° 22' 12" NB, 4° 52' 21" OL | 0363/224033 | Upload foto                  |
| Etagewoningen en winkels in overgangsarchitectuur                                    | Circa 1900  | Eldering, C.H.                            | Da Costaplein 2-20, Da Costastraat 6-21, Allard Piersonstraat 5-16                                                                 | 52° 22' 13" NB, 4° 52' 23" OL | 0363/224009 | Upload foto                  |
| P.W. Janssenhofje. Hofje met woningen in Eclecticisme invloeden neorenaissance-stijl | 1894-1895   | Hamer, W.                                 | Da Costastraat 38-58 | 52° 22' 8" NB, 4° 52' 26" OL  | 0363/200051 | Meer afbeeldingen            |
|                                                                                      |             |                                           | Da Costastraat 63-89 | 52° 22' 7" NB, 4° 52' 28" OL  | 0363/224034 | Upload foto                  |
| Etagewoningen en bedrijf                                                             | 1906        | Hartkamp jr., J.W.F.                      | Elisabeth Wolffstraat 47-55, Van Alphenstraat 6-8                                                                                  | 52° 22' 10" NB, 4° 52' 4" OL  | 0363/224014 | Upload foto                  |
|                                                                                      |             |                                           | Jan Hanzenstraat 37, Wenslauerstraat 16                                                                                            | 52° 22' 4" NB, 4° 51' 56" OL  | 0363/224036 | Upload foto                  |
|                                                                                      |             |                                           | Da Costakade 172, Kinkerstraat 49A-53                                                                                              | 52° 22' 3" NB, 4° 52' 23" OL  | 0363/224037 | Upload foto                  |
| Vinkzicht                                                                            | 1891        | Driessen, J.S.                            | Da Costakade 166-170, Kinkerstraat 56-74                                                                                           | 52° 22' 3" NB, 4° 52' 22" OL  | 0363/200608 | Vinkzicht                    |
|                                                                                      |             |                                           | Nassaukade 327 | 52° 22' 7" NB, 4° 52' 32" OL  | 0363/224057 | Upload foto                  |
| School in eclecticisme-stijl                                                         | 1885-1886   | Dienst der Publieke Werken                | Potgieterstraat 34 | 52° 22' 9" NB, 4° 52' 18" OL  | 0363/224055 | School in eclecticisme-stijl |
| Woonhuizen in traditioneel bouwen-stijl                                              | 1915        | Noorlander, W.                            | Bellamystraat 127-143, Hasebroekstraat 69-118, Tweede Kostverlorenkade 111-114, Jan Pieter Heijestraat 40-53, Van Effenstraat 2-12 | 52° 21' 58" NB, 4° 51' 44" OL | 0363/224012 | Upload foto                  |

## Overtoombuurt
Gemeentelijke monumenten in de Overtoombuurt (Overtoom, Cremerbuurt, Helmersbuurt en Vondelparkbuurt).
| Object                                                                   | Bouwjaar   | Architect                                    | Locatie | Coördinaten                   | Nr.         | Afbeelding                                                               |
| ------------------------------------------------------------------------ | ---------- | -------------------------------------------- | --- | ----------------------------- | ----------- | ------------------------------------------------------------------------ |
|                                                                          |            |                                              | Alberdingk Thijmstraat 5-9 en 8-12, Bosboom Toussaintstraat 23-57, De Genestetstraat 5-9 en 6-10, Derde Helmerstraat 26-72 | 52° 21' 54" NB, 4° 52' 32" OL | 0363/224031 | Upload foto                                                              |
| Koekjesbrug, brug 170, over Singelgracht                                 |            |                                              | Bosboom Toussaintstraat | 52° 21' 59" NB, 4° 52' 41" OL | 0363/200855 | Koekjesbrug, brug 170, over Singelgracht                                 |
| School in traditionalisme-stijl                                          | Circa 1910 | Posthumus Meyjes sr., C.B.                   | Brederodestraat 108 | 52° 21' 39" NB, 4° 51' 44" OL | 0363/224051 | School in traditionalisme-stijl                                          |
| School in berlagiaanse stijl                                             | 1913-1915  | Dienst der Publieke Werken                   | Derde Kostverlorenkade 34-35                                                                                               | 52° 21' 31" NB, 4° 51' 22" OL | 0363/224054 | Upload foto                                                              |
| Zusterhuis in neorenaissance-stijl                                       | 1893       | Dienst der Publieke Werken (H. Leguyt)       | Eerste Helmersstraat 104-106                                                                                               | 52° 21' 44" NB, 4° 52' 9" OL  | 0363/224041 | Zusterhuis in neorenaissance-stijl                                       |
| Etagewoningen                                                            | 1887       | Ludwig Beirer                                | Eerste Helmersstraat 115-119                                                                                               | 52° 21' 45" NB, 4° 52' 17" OL | 0363/224013 | Etagewoningen                                                            |
| Onderstation GEB in de stijl van het expressionisme, nieuwe zakelijkheid | 1923       | Dienst der Publieke Werken                   | Eerste Helmersstraat 21 | 52° 21' 50" NB, 4° 52' 37" OL | 0363/224004 | Onderstation GEB in de stijl van het expressionisme, nieuwe zakelijkheid |
|                                                                          |            |                                              | Eerste Helmersstraat 263-269                                                                                               | 52° 21' 39" NB, 4° 51' 52" OL | 0363/224058 | Upload foto                                                              |
| Etagewoningen in traditioneel bouwen-stijl                               | 1898       | Schaik, J.F.W. van                           | Eerste Helmersstraat 69-83                                                                                                 | 52° 21' 47" NB, 4° 52' 27" OL | 0363/224010 | Upload foto                                                              |
| Woonhuizen                                                               | 1878       | P.J. de Greeuw                               | Johannapark 1-6 | 52° 21' 34" NB, 4° 51' 50" OL | 0363/224024 | Woonhuizen                                                               |
| School in neogotiek-stijl                                                | 1901       | Dessing, C.P.W.                              | Kanaalstraat 102 | 52° 21' 44" NB, 4° 51' 46" OL | 0363/224050 | Meer afbeeldingen                                                        |
| School in art-nouveaustijl (invloed)                                     | 1906       | Dessing, C.P.W.                              | Kanaalstraat 147-149a | 52° 21' 40" NB, 4° 51' 36" OL | 0363/224053 | Meer afbeeldingen                                                        |
|                                                                          |            |                                              | Overtoom 103-105 | 52° 21' 43" NB, 4° 52' 28" OL | 0363/224059 | Upload foto                                                              |
| Bedrijfspand: voormalige houthandel Van de Vijsel                        |            |                                              | Overtoom 13-17 | 52° 21' 48" NB, 4° 52' 41" OL | 0363/200542 | Bedrijfspand: voormalige houthandel Van de Vijsel                        |
| Garagebedrijf                                                            | 1923-1928  |                                              | Overtoom 197-205, Amsterdam                                                                                                | 52° 21' 41" NB, 4° 52' 14" OL | 0363/224038 | Garagebedrijf                                                            |
| Bedrijfsgebouw                                                           | 1914       | Marcelis Muijlwijk                           | Overtoom 21-25, Amsterdam                                                                                                  | 52° 21' 48" NB, 4° 52' 40" OL | 0363/224025 | Bedrijfsgebouw                                                           |
|                                                                          |            |                                              | Overtoom 247 | 52° 21' 39" NB, 4° 52' 6" OL  | 0363/224028 |                                                                          |
| Woonhuizen, kantoor                                                      | 1884-1885  | Eduard Cuypers                               | Overtoom 249-253, Amsterdam                                                                                                | 52° 21' 39" NB, 4° 52' 6" OL  | 0363/224061 | Woonhuizen, kantoor                                                      |
| Politiebureau bereden politie                                            | 1905       | Dienst der Publieke Werken                   | Overtoom 33, Amsterdam | 52° 21' 47" NB, 4° 52' 39" OL | 0363/224026 | Politiebureau bereden politie                                            |
|                                                                          |            |                                              | Overtoom 343 | 52° 21' 35" NB, 4° 51' 51" OL | 0363/224029 | Upload foto                                                              |
|                                                                          | 1881       | N.H. Blank                                   | Overtoom 429-439, Amsterdam                                                                                                | 52° 21' 32" NB, 4° 51' 37" OL | 0363/224045 |                                                                          |
| Woningen                                                                 | 1882-1884  | IJme Gerardus Bijvoets                       | Overtoom 447, Amsterdam | 52° 21' 31" NB, 4° 51' 35" OL | 0363/224030 | Woningen                                                                 |
|                                                                          |            |                                              | Overtoom 45 | 52° 21' 47" NB, 4° 52' 37" OL | 0363/224027 | Upload foto                                                              |
| Paviljoen 1 WG-terrein                                                   |            |                                              | Pesthuislaan 1-77, Ketelhuisplein 1-7 en 21-39, Marius van Bouwdijk Bastiaansestraat 24-62                                 | 52° 21' 48" NB, 4° 52' 13" OL | 0363/224043 | Upload foto                                                              |
| Paviljoen 2 WG-terrein                                                   |            |                                              | Pesthuislaan 2-98, Anna Spenglerstraat 63-91, Ketelhuisplein 41-47                                                         | 52° 21' 48" NB, 4° 52' 11" OL | 0363/224044 | Upload foto                                                              |
| Etagewoningen in berlagiaanse stijl                                      | 1909       | Herman, J.                                   | Brederodestraat 107-109, Eerste Helmersstraat 218-220, Pieter Langendijkstraat 39-45                                       | 52° 21' 37" NB, 4° 51' 42" OL | 0363/224001 | Upload foto                                                              |
| Woonhuis                                                                 | 1895       | Kuipers, Tj.                                 | Roemer Visscherstraat 42                                                                                                   | 52° 21' 41" NB, 4° 52' 35" OL | 0363/224017 | Meer afbeeldingen                                                        |
|                                                                          |            |                                              | Roemer Visscherstraat 44                                                                                                   | 52° 21' 41" NB, 4° 52' 34" OL | 0363/224019 | Meer afbeeldingen                                                        |
|                                                                          |            |                                              | Roemer Visscherstraat 46-50                                                                                                | 52° 21' 40" NB, 4° 52' 33" OL | 0363/224018 | Meer afbeeldingen                                                        |
| Atlanta                                                                  |            |                                              | Stadhouderskade 5-6 | 52° 21' 48" NB, 4° 52' 45" OL | 0363/224005 | Atlanta                                                                  |
|                                                                          |            |                                              | Stadhouderskade 7-9, Vondelstraat 2, 6 en 8                                                                                | 52° 21' 47" NB, 4° 52' 47" OL | 0363/224042 | Upload foto                                                              |
| Aurora                                                                   | 1966-1968  | Piet Zanstra                                 | Stadhouderskade 2-4 hoek Overtoom 1                                                                                        | 52° 21' 49" NB, 4° 52' 44" OL | 0363/       | Aurora                                                                   |
| Etagewoningen                                                            | 1884       | Groenendijk, H.                              | Tweede Constantijn Huygensstraat 32-42                                                                                     | 52° 21' 47" NB, 4° 52' 22" OL | 0363/224003 | Upload foto                                                              |
| Etagewoningen                                                            | 1891       | Ludwig Beirer                                | Eerste Helmersstraat 82-84, Tweede Constantijn Huygensstraat 43-53, Tweede Helmersstraat 123                               | 52° 21' 48" NB, 4° 52' 24" OL | 0363/224011 | Etagewoningen                                                            |
|                                                                          |            |                                              | Vondelpark 6b-6c | 52° 21' 33" NB, 4° 51' 53" OL | 0363/200465 |                                                                          |
| Woonhuizen in neorenaissancestijl                                        | 1868       | Redeker Bisdom, N.                           | Vondelstraat 10-14 | 52° 21' 46" NB, 4° 52' 44" OL | 0363/224007 | Woonhuizen in neorenaissancestijl                                        |
|                                                                          | 1890       | Cuypers, P.J.H.                              | Vondelstraat 29 | 52° 21' 43" NB, 4° 52' 37" OL | 0363/224020 |                                                                          |
|                                                                          |            |                                              | Vondelstraat 36-38 | 52° 21' 45" NB, 4° 52' 40" OL | 0363/224039 |                                                                          |
| Woonhuis (dubbel) in eclecticisme-stijl                                  | 1867-1870  | Cuypers, P.J.H.                              | Vondelstraat 40-42 | 52° 21' 45" NB, 4° 52' 39" OL | 0363/224002 | Woonhuis (dubbel) in eclecticisme-stijl                                  |
| Herenhuizen in traditioneel bouwen-stijl                                 | 1870       | Cuypers, P.J.H.                              | Vondelstraat 44-48 | 52° 21' 44" NB, 4° 52' 38" OL | 0363/224015 | Herenhuizen in traditioneel bouwen-stijl                                 |
| Huize Johanna                                                            | 1899       | Gerrit van Arkel                             | Vondelstraat 51 | 52° 21' 42" NB, 4° 52' 32" OL | 0363/224021 | Huize Johanna                                                            |
| Woonhuis (dubbel) in neorenaissancestijl                                 | 1876       | Nicolaas Vos in opdracht van J.C. van Laar   | Vondelstraat 65-67 | 52° 21' 41" NB, 4° 52' 28" OL | 0363/200362 | Woonhuis (dubbel) in neorenaissancestijl                                 |
| Woonhuis in neorenaissancestijl                                          | 1869       | Johan Heinrich Schmitz                       | Eerste Constantijn Huygensstraat 120 / Vondelstraat 72                                                                     | 52° 21' 43" NB, 4° 52' 32" OL | 0363/224016 | Woonhuis in neorenaissancestijl                                          |
| Villa in neostijlen en eclecticisme                                      | 1885       | Arkel, G.A. van en W. Wilkens                | Vondelstraat 89-91 | 52° 21' 38" NB, 4° 52' 16" OL | 0363/224022 | Upload foto                                                              |
| Woonhuis in neorenaissancestijl                                          | 1882       | Hamer, W.                                    | Vondelstraat 9 | 52° 21' 45" NB, 4° 52' 45" OL | 0363/224023 | Woonhuis in neorenaissancestijl                                          |
| Observatiehuis jongens Jongerenhuisvesting                               | 1911-1914  | Jan de Meijer Eduard Pieter Messer           | Vosmaerstraat 1-321 | 52° 21' 33" NB, 4° 51' 24" OL | 0363/224062 | Meer afbeeldingen                                                        |
| Oogheelkundige kliniek                                                   | 1936-1938  | Allard Remco Hulshoff Abel Antoon Kok        | WG-Plein 1-78 | 52° 21' 50" NB, 4° 52' 18" OL | 0363/224040 | Oogheelkundige kliniek                                                   |
| School in Amsterdamse School-stijl                                       | 1916       | Gerrit Jan RutgersDienst der Publieke Werken | Zocherstraat 23-25 | 52° 21' 26" NB, 4° 51' 29" OL | 0363/224056 | School in Amsterdamse School-stijl                                       |

## De Baarsjes
Gemeentelijke monumenten in De Baarsjes.

### Chassébuurt en De Krommert
Gemeentelijke monumenten in De Baarsjes aan de Admiraal de Ruijterweg en omgeving: De Krommert en Chassébuurt, waaronder de Witte de Withstraat (postcode 1056/1057).
| Object                                                                                             | Bouwjaar  | Architect                        | Locatie | Coördinaten                   | Nr.         | Afbeelding                                                                                         |
| -------------------------------------------------------------------------------------------------- | --------- | -------------------------------- | --- | ----------------------------- | ----------- | -------------------------------------------------------------------------------------------------- |
| Oranjehof                                                                                          | 1942      | Koos Pot-Keegstra                | Admiraal de Ruijterweg 26, Korte Geuzenstraat 98-700                                                                                 | 52° 22' 15" NB, 4° 51' 55" OL | 0363/200728 | Oranjehof                                                                                          |
| Senefelder-gebouw                                                                                  | 1910      | J.W.F. Hartkamp P.H. van Niftrik | Admiraal de Ruijterweg 56 | 52° 22' 17" NB, 4° 51' 43" OL | 0363/200675 | Senefelder-gebouw                                                                                  |
| Westerwijk (Wester-Wijk). Protestants kerkelijk wijkgebouw, in verstrakte Amsterdamse School-stijl | 1926      | Jantzen, F.B.                    | Admiraal de Ruijterweg 148-152 | 52° 22' 27" NB, 4° 51' 32" OL | 0363/200676 | Westerwijk (Wester-Wijk). Protestants kerkelijk wijkgebouw, in verstrakte Amsterdamse School-stijl |
| Brandweer- en politiepost                                                                          | 1906      | Gemeente Sloten                  | Baarsjesweg 136 | 52° 22' 9" NB, 4° 51' 49" OL  | 0363/200678 | Brandweer- en politiepost                                                                          |
| Voormalige Telefooncentrale Amsterdam-West                                                         | 1926-1928 | Dienst der Publieke Werken       | Filips van Almondestraat 13-17, Lodewijk Boisotstraat 12                                                                             |                               | 0363/200721 | Meer afbeeldingen                                                                                  |
| Stichting Gijsbert Bakker bejaardenwoningen                                                        | 1932-1933 | Lau Peters                       | Reinier Claeszenplein 1-61, Lumeijstraat 54-62                                                                                       | 52° 22' 27" NB, 4° 51' 41" OL | 0363/200685 | Stichting Gijsbert Bakkerbejaardenwoningen                                                         |
| Geuzenhof (zuidelijk deel)                                                                         | 1933-1940 | Johannes Fake Berghoef           | Willem de Zwijgerlaan 22-68, Admiraal de Ruijterweg 28-36, Adriaan van Bergenstraat 1-7, Geuzenstraat 13-57, Korte Geuzenstraat 5-11 | 52° 22' 20" NB, 4° 51' 51" OL | 0363/200723 | Geuzenhof (zuidelijk deel)                                                                         |
| Geuzenhof (noordelijk deel)                                                                        | 1933-1940 | Johannes Fake Berghoef           | Willem de Zwijgerlaan 70-150, Adriaan van Bergenstraat 2-8, Geuzenkade 54-85, Geuzenstraat 59-87                                     | 52° 22' 25" NB, 4° 51' 51" OL | 0363/200722 | Geuzenhof (noordelijk deel)                                                                        |
| Kerk in internationaal expressionisme, F.L. Wright-stijl (nu moskee)                               | 1920      | Sijmons, H.F. en Th. Rueter      | Van Kinsbergenstraat 55, Witte de Withstraat 96                                                                                      | 52° 22' 7" NB, 4° 51' 33" OL  | 0363/200687 | Kerk in internationaal expressionisme, F.L. Wright-stijl (nu moskee)                               |

### Jan Maijenbuurt
Gemeentelijke monumenten in de Jan Maijenbuurt, tussen de Jan van Galenstraat en de Jan Evertsenstraat (postcode 1056).
| Object                                                | Bouwjaar  | Architect        | Locatie                                                                                  | Coördinaten                   | Nr.         | Afbeelding                                            |
| ----------------------------------------------------- | --------- | ---------------- | ---------------------------------------------------------------------------------------- | ----------------------------- | ----------- | ----------------------------------------------------- |
| R.K. Basisschool                                      |           |                  | Admiralengracht 301                                                                      | 52° 22' 25" NB, 4° 51' 18" OL | 0363/200677 | Upload foto                                           |
| Etagewoningen in expressieve Amsterdamse School-stijl | 1925-1926 | Wijdeveld, H.Th. | Hoofdweg 321 t/m 403, 308 t/m 386; Jan van Galenstraat 283 t/m 293                       | 52° 22' 17" NB, 4° 50' 60" OL | 0363/200053 | Etagewoningen in expressieve Amsterdamse School-stijl |
| Etagewoningen in verstrakte Amsterdamse School-stijl  | 1924-1926 | Roodenburgh, J.  | Jan Maijenstraat 2-8 en 3-9, Shackletonstraat 1,3 en 4, Vespuccistraat 4, 44-134, 45-117 | 52° 22' 16" NB, 4° 51' 11" OL | 0363/200064 | Etagewoningen in verstrakte Amsterdamse School-stijl  |
| Vierwindstrekenbrug, brug 381, over Admiralengracht   |           |                  | Jan van Galenstraat (op grens van de Baarsjes en Bos en Lommer)                          | 52° 22' 28" NB, 4° 51' 20" OL | 0363/       | Meer afbeeldingen                                     |

### Jan Evertsenstraat
Gemeentelijke monumenten in de Baarsjes aan de Jan Evertsenstraat (postcode 1056/1057).
| Object                   | Bouwjaar  | Architect      | Locatie | Coördinaten                   | Nr.         | Afbeelding               |
| ------------------------ | --------- | -------------- | --- | ----------------------------- | ----------- | ------------------------ |
| Etagewoningen en winkels | 1925-1927 | J. van der Mey | Jan Evertsenstraat 20-44 en 11-41, Krommertstraat 1-5, Admiralengracht 170-188, Cornelis Dirkszstraat 2-4, Jan van Riebeekstraat 30 Afgebeeld: Admiralengracht/Corn Dirkszstraat   |                               | 0363/200727 | Etagewoningen en winkels |
| Etagewoningen en winkels | 1925-1927 | J.F. Staal     | Jan Evertsenstraat 43-129 (oneven), 52-140 (even), John Franklinstraat 1-8,Marco Polostraat 217, 221-225 (oneven), 224-228 (even), Vespuccistraat 37, 41-43 (oneven), 40-42 (even) | 52° 22' 15" NB, 4° 51' 21" OL | 0363/200068 | Etagewoningen en winkels |
| Etagewoningen en winkels | 1925-1927 | H.P. Berlage   | Jan Evertsenstraat 142, Mercatorplein 34 | 52° 22' 13" NB, 4° 51' 5" OL  | 0363/200067 | Upload foto              |

### Mercatorpleinbuurt
Gemeentelijke monumenten in de omgeving van het Mercatorplein en Columbusplein, tussen de Jan Evertsenstraat en de Postjesweg (postcode 1057).
| Object                                     | Bouwjaar | Architect                                  | Locatie                                                       | Coördinaten                   | Nr.         | Afbeelding                                 |
| ------------------------------------------ | -------- | ------------------------------------------ | ------------------------------------------------------------- | ----------------------------- | ----------- | ------------------------------------------ |
| Schoolgebouw                               |          |                                            | Cabralstraat 1, Marco Polostraat 191                          | 52° 22' 11" NB, 4° 51' 18" OL | 0363/200681 | Schoolgebouw                               |
| Basisschoolgebouw: De Visserschool         |          |                                            | Columbusplein 34                                              | 52° 22' 1" NB, 4° 51' 18" OL  | 0363/200682 | Upload foto                                |
| Zittingslokaal in Amsterdamse School-stijl | 1930     | Dienst der Publieke Werken (A.R. Hulshoff) | Cabotstraat 39, Magalhaensplein 2, Willem Schoutenstraat 8-12 | 52° 22' 4" NB, 4° 51' 15" OL  | 0363/200680 | Zittingslokaal in Amsterdamse School-stijl |
| Bethelkerk                                 |          |                                            | Cabotstraat 33-37, Vasco da Gamastraat 35                     | 52° 22' 5" NB, 4° 51' 18" OL  | 0363/200679 | Meer afbeeldingen                          |
| Basisschoolgebouw                          |          |                                            | Willem Schoutenstraat 6                                       | 52° 22' 4" NB, 4° 51' 17" OL  | 0363/200686 | Upload foto                                |
| Oosterleeschool                            |          |                                            | Orteliusstraat 28                                             | 52° 21' 55" NB, 4° 51' 5" OL  | 0363/200683 | Meer afbeeldingen                          |

### Postjesbuurt
Gemeentelijke monumenten in de Postjesbuurt ofwel Westindische buurt (postcode 1058).
| Object                                                    | Bouwjaar  | Architect       | Locatie                                                                         | Coördinaten                   | Nr.         | Afbeelding                                           |
| --------------------------------------------------------- | --------- | --------------- | ------------------------------------------------------------------------------- | ----------------------------- | ----------- | ---------------------------------------------------- |
| Etagewoningen in verstrakte Amsterdamse School-stijl      | 1930      | Kramer, P.L.    | Marowijnestraat 1-11, Nepveustraat 53-61, Paramaribostraat 40-72, 50-72, 45-133 | 52° 21' 44" NB, 4° 51' 14" OL | 0363/200063 | Etagewoningen in verstrakte Amsterdamse School-stijl |
| De Tulp (vm. Arminiuskerk)                                | 1957      | Karel Sijmons   | Postjeskade 200                                                                 | 52° 21' 37" NB, 4° 50' 58" OL | 0363/200684 | De Tulp (vm. Arminiuskerk)                           |
| Woonhuizen-winkels in verstrakte Amsterdamse School-stijl | 1927-1929 | Roodenburgh, J. | Baarsjesweg 310-313, Hoofdweg 2-8, Surinameplein 2-24, Surinamestraat 2-40      | 52° 21' 33" NB, 4° 51' 13" OL | 0363/200724 | Upload foto                                          |

## Landlust
Gemeentelijke monumenten in Landlust, vooroorlogse strokenbouw in Bos en Lommer (postcode 1055).
| Object                          | Bouwjaar  | Architect                     | Locatie | Coördinaten                   | Nr.         | Afbeelding                      |
| ------------------------------- | --------- | ----------------------------- | --- | ----------------------------- | ----------- | ------------------------------- |
| Woningen in nieuwe-bouwen-stijl | 1933-1936 | Versteeg, G.                  | Bestevâerstraat 220-230, Charlotte de Bourbonstraat 2-50, Charlotte de Bourbonstraat 52-70, Louise de Colignystraat 1-53, Willem de Zwijgerlaan 329 | 52° 22' 48" NB, 4° 51' 26" OL | 0363/200002 | Woningen in nieuwe-bouwen-stijl |
| Woningen in nieuwe-bouwen-stijl | 1933-1936 | Merkelbach, B. en Ch. Karsten | Bestevâerstraat 232-238, Juliana van Stolbergstraat 1-51, Louise de Colignystraat 2-54, Willem de Zwijgerlaan 331                                   | 52° 22' 50" NB, 4° 51' 24" OL | 0363/200003 | Woningen in nieuwe-bouwen-stijl |

## Bos en Lommer
Gemeentelijke monumenten in Bos en Lommer (postcode 1055/1056).
| Object                                                | Bouwjaar  | Architect                                    | Locatie                                            | Coördinaten                   | Nr.                      | Afbeelding                                            |
| ----------------------------------------------------- | --------- | -------------------------------------------- | -------------------------------------------------- | ----------------------------- | ------------------------ | ----------------------------------------------------- |
| Pastorie, neoromaans, bij Boomkerk                    | 1911      | Bekkers, P.J.                                | Admiraal de Ruijterweg 408                         | 52° 22' 60" NB, 4° 51' 1" OL  | 0363/226000              | Pastorie, neoromaans, bij Boomkerk                    |
| Voormalig post- en telegraafkantoor                   | 1915      |                                              | Admiraal de Ruijterweg 537-539                     | 52° 23' 4" NB, 4° 50' 48" OL  | 0363/226001              | Voormalig post- en telegraafkantoor                   |
| Voormalige Wereldbibliotheek                          | 1922      | Lambertus Zwiers                             | Admiraal de Ruijterweg 545-547                     | 52° 23' 4" NB, 4° 50' 46" OL  | 0363/226017              | Voormalige Wereldbibliotheek                          |
| Pniëlkerk (nu: Podium Mozaïek)                        | 1954-1955 | Boeyinga, B.T.                               | Bos en Lommerweg 191                               | 52° 22' 48" NB, 4° 51' 15" OL | 0363/226015              | Meer afbeeldingen                                     |
| Voormalig schoolgebouw                                | 1950-1951 | Dienst der Publieke Werken                   | Kijkduinstraat 17                                  | 52° 22' 54" NB, 4° 51' 16" OL | 0363/226008              | Voormalig schoolgebouw                                |
| Keesmanblokken                                        | 1946-1949 | Cornelis Keesman                             | Kijkduinstraat 36-62, Solebaystraat 1-47           | 52° 22' 59" NB, 4° 51' 11" OL | 0363/226002              | Keesmanblokken                                        |
| Voormalig schoolgebouw, nu bedrijfsverzamelgebouw     | 1960      | Nicolaï, A.C.                                | Krelis Louwenstraat 1                              | 52° 22' 56" NB, 4° 50' 47" OL | 0363/226009              | Upload foto                                           |
| Openbare Kleuterschool                                | 1953      | Dienst der Publieke Werken (C. van der Wilk) | Krelis Louwenstraat 4                              | 52° 22' 59" NB, 4° 50' 50" OL | 0363/226010              | Openbare Kleuterschool                                |
| Openbare Lagere School, met een H-vormige plattegrond | 1953      | Dienst der Publieke Werken (Jan Leupen)      | Sara Burgerhartstraat 5                            | 52° 22' 58" NB, 4° 50' 52" OL | 0363/226014              | Openbare Lagere School, met een H-vormige plattegrond |
| School in Bossche School-stijl                        | 1959/1960 | Evers en Sarlemijn                           | Reinaert de Vosstraat 27                           | 52° 22' 42" NB, 4° 51' 16" OL | 0363/226011              | Upload foto                                           |
| Openluchtbad Solebaystraat                            | 1946-1949 | Mulder, J.H.                                 | Solebaystraat 19a                                  | 52° 22' 58" NB, 4° 51' 13" OL | 0363/226002              | Openluchtbad Solebaystraat                            |
| Julia- en Sint-Fransiscusschool                       | 1954      | Tholens, K.P. en L. van Steenhardt Carré     | Robert Scottstraat 28-34                           | 52° 22' 26" NB, 4° 50' 47" OL | 0363/200909              | Julia- en Sint-Fransiscusschool                       |
| Pastorie Sint-Josephkerk                              | 1953      | Holt, G. en Tholens, K.P.                    | Robert Scottstraat 7                               | 52° 22' 24" NB, 4° 50' 46" OL | 0363/200911              | Pastorie Sint-Josephkerk                              |
| Sint-Dominicus ULO                                    | 1960      | Evers en Sarlemijn                           | Erik de Roodestraat 18                             | 52° 22' 25" NB, 4° 50' 41" OL | 0363/200910              | Upload foto                                           |
| Daniël Goedkoopschool Sara Burgerhartstraat 1-3       | 1959      | Dienst der Publieke Werken (Manon Peyrot)    | Sara Burgerhartstraat 1-3                          | 52° 22' 56" NB, 4° 50' 58" OL | 0363/200908              | Daniël GoedkoopschoolSara Burgerhartstraat 1-3        |
| GAK-gebouw                                            | 1960      | Ben Merkelbach en Piet Elling                | Bos en Lommerplantsoen 1                           |                               | 0363/nieuw in april 2024 | GAK-gebouw                                            |
| Zaanstad                                              | 1965      | Dudok, W.M. en R. Magnée                     | Krelis Louwenstraat 5, Sara Burgerhartstraat 19-21 | 52° 22' 60" NB, 4° 50' 47" OL | 0363/200907              | Zaanstad                                              |